# 索尼 (蒙大拿州)
索尼（英語：Thoeny）是位於美國蒙大拿州瓦利縣的鬼鎮。

## 歷史
索尼的郵局於1915年設立，其後於1953年停運。

## 地理
索尼所處的海拔為高於海平面756米（即2480英呎），而該地所採用的時區為UTC-7，即北美山地時區（MST）。同時該地設有夏令時間，為UTC-7調快一小時，即UTC-6（MDT）。